# Ростислав Святополкович
Ростислав Святополкович (? — 1232) — князь Пінський (1229—1232).

## Життєпис
Син князя Турівського та Пінського Святополка Юрійовича. Будучи молодшим сином князя Святополка Юрійовича, після смерті старшого брата Володимира Святополковича у 1228 році, на правах найстарішого в роду Ізяславичів Турівських, намагався посісти Турівські та Пінські уділи. Проте князем Турівським став Юрій Андрійович, син князя Андрія Івановича, двоюрідний племінник Ростислава. В той же час, Пінське князівство — також спадкове володіння Ростислава, посів син його рідного брата Володимир Володимирович (за іншими даними це був його двоюрідний брат Володимир Глібович). Лише через рік Ростислав зміг очолити Пінське удільне князівство.
Скориставшись боротьбою Волинських удільних князів за Луцьке князівство, після смерті князя Мстислава Німого та його сина Івана (1227), сини Ростислава зайняли Чорторийськ. Його претензії на Волинські землі, можливо, базувалися на родинних зв'язках з Інгваревичами. Але незабаром Галицький і Волинський князь Данило Романович знову опанував місто і взяв Ростиславичів у полон. Через це наступного року Ростислав надіслав війська на допомогу князям Володимиру Рюриковичу, Михайлу Чернігівському та половцям хана Котяна, що виступили проти князя Данила Романовича. Похід закінчився безуспішною облогою Кам'янця, й супротивники помирились.
Імена дружини та нащадків Ростислава невідомі.
Помер після 1232 року.